# نظام تتبع مقدم الطلب
نظام تتبع مقدم الطلب هو تطبيق برمجي يتيح التعامل الإلكتروني مع احتياجات التوظيف. يمكن تنفيذ نظام تتبع مقدم الطلب أو الوصول إليه عبر الإنترنت على مستوى المؤسسة أو الأعمال التجارية الصغيرة اعتمادا على احتياجات المنظمة ويتوفر أيضا برنامج نظام تتبع مقدم الطلب حر ومفتوح المصدر. يشبه نظام تتبع مقدم الطلب إلى حد كبير أنظمة إدارة علاقات العملاء ولكنه مصمم لأغراض تتبع التوظيف. في كثير من الحالات يقومون بتصفية الطلبات تلقائيا بناء على معايير معينة مثل الكلمات الرئيسية والمهارات وأرباب العمل السابقين وسنوات الخبرة والمدارس التي حضرها. وقد تسبب هذا في قيام الكثيرين بتكييف تقنيات تحسين السيرة الذاتية المشابهة لتلك المستخدمة في تحسين محركات البحث عند إنشاء وتنسيق سيرتهم الذاتية.

## المبدأ
نظام تتبع مقدم الطلب المخصص ليس من غير المألوف للاحتياجات الخاصة بالتوظيف. على مستوى المؤسسة يمكن تقديمها كوحدة نمطية أو إضافة وظيفية لمجموعة الموارد البشرية أو نظام معلومات الموارد البشرية. يتوسع نظام تتبع مقدم الطلب في الشركات الصغيرة والمتوسطة من خلال برمجيات مفتوحة المصدر أو البرمجيات كخدمة.
تتمثل الوظيفة الرئيسية لنظام تتبع مقدم الطلب في توفير موقع مركزي وقاعدة بيانات لجهود التوظيف في الشركة. تم تصميم نظام تتبع مقدم الطلب لمساعدة إدارة السير الذاتية ومعلومات مقدم الطلب بشكل أفضل. يتم جمع البيانات إما من التطبيقات الداخلية عبر واجهة نظام تتبع مقدم الطلب الأمامية الموجودة على موقع الشركة على الويب أو يتم استخراجها من المتقدمين في لوحات الوظائف. تمتلك معظم لوحات الوظائف والسيرة الذاتية (ريد أونلاين ولينكد إن ومونستر وياهو وكارير بيلدر وإنديد.كوم) شراكات مع موفري برامج نظام تتبع مقدم الطلب لتوفير دعم التحليل وترحيل البيانات بسهولة من نظام إلى آخر. تعد أنظمة تتبع المتقدمين الأحدث (غالبا ما تكون النعت من الجيل التالي) عبارة عن منصات كخدمة حيث يحتوي الجزء الرئيسي من البرنامج على نقاط تكامل تسمح لمقدمي تقنيات التوظيف الأخرى بالتوصيل بسلاسة. تتيح قدرة حلول نظام تتبع مقدم الطلب من الجيل التالي نشر الوظائف حيث يكون المرشح وليس فقط مجالس العمل. يشار إلى هذه القدرة باسم اكتساب المواهب متعدد القنوات.
تشمل التغييرات الأخيرة استخدام أدوات الذكاء الاصطناعي ومعالجة اللغة الطبيعية لتسهيل إمكانات البحث الدلالي الموجهة المقدمة من خلال الأنظمة الأساسية القائمة على السحابة والتي تسمح للشركات بتسجيل السير الذاتية وفرزها بمواءمة أفضل لمتطلبات الوظيفة وأوصافها. مع ظهور نظام تتبع مقدم الطلب غالبا ما يستخدم المتقدمون تقنيات تحسين السيرة الذاتية والأدوات عبر الإنترنت لزيادة فرصهم في إجراء مكالمة مقابلة.